# Илузионизам
Илузионизам (чаробњаштво, опсенарство) је стварање или кориштење илузија ради изокретања стварности; дисциплина у уметности коју изводе мађионичари (илузионисти) углавном у циркусима и варијетеима и на телевизији. Ово треба разликовати од паранормалне магије за коју се тврди да је ефекат створен натприродним средствима. То је једна од најстаријих сценских уметности на свету.
Почетак илузионизма се везује уз магију, када се осетним варкама, вештим триковима и психолошким сугестијама постижу ефекти знакова и порука од стране демона и богова, послије и икона светаца и сл. Ради постизања чудесних ефеката и забављања публике користе се и научна достигнућа. Познати илузионистички поступци су:
- пењање уз конопац (индијски факири),
- лебдење без ослонца, Крис Ејнџел
- зец из шешира,
- обезглављени човек који говори,
- пресечена и поновно састављена жена (Буатиер де Колта),
- излазак из закатанченог и потопљеног кавеза (Хари Худини) и
- проласка кроз Кинески зид (Дејвид Коперфилд).

Модерна забавна магија, коју је покренуо мађионичар из 19. века Жан Ежен Робер Уден, постала је популарна позоришна уметничка форма. Крајем 19. и почетком 20. века, мађионичари попут Маскелајнa и Девантa, Хауарда Терстона, Харија Келарa и Хариja Худиниja постигли су широки комерцијални успех током онога што је постало познато као „Златно доба магије“. Током овог периода, магијска перформанса постала је основни део Бродвејског позоришта, водвиља и мјузикхолова. Магија је задржала своју популарност у телевизијско доба, а мађионичари попут Пола Даниелса, Дејвида Коперфилда, Дага Хенинга, Пена & Телера, Дејвида Блејна и Дерена Брауна модернизују ову уметничку форму.

## Историја
Термин „магија“ етимолошки потиче од грчке речи mageia (μαγεία). У давна времена Грци и Персијанци су вековима ратовали, а персијски свештеници, на перзијском звани магош, на грчком су постали познати као magoi. Ритуални поступци персијских свештеника постали су познати као mageia, а затим magika - што је на крају значило било какву страну, неортодоксну или нелегитимну ритуалну праксу. Широј јавности успешни поступци илузије могли би се посматрати као да су слични магијском подвигу за који су претпостављали да су га могли извршити древни магоји. Извођење трикова илузија или магијске илузије, и очигледно дејство и ефекти таквих дела често се називају „магијом“, а посебно магични трикови.
Најранија позната књига која објашњава магичне тајне, Откриће вештичарења, објављена је 1584. Њу је створио Региналд Скот да спречи убијање људи због вештичарења. Током 17. века објављене су многе књиге у којима су описани магични трикови. До 18. века магичне представе биле су уобичајени извор забаве на вашарима. Оснивач модерне забавне магије био је Жан Ежен Робер Уден, који је имао магично позориште у Паризу 1845. Џон Хенри Андерсон пионир је исте транзиције у Лондону 1840-их. Крајем 19. века велике магијске представе које су се трајно одржавале на великим позоришним просторима постале су норма. Као вид забаве, магија се лако пребацивала са позоришних простора на телевизијске магијске специјале.
Представе које би савремени посматрачи препознали као дочаравајуће практиковале су се кроз историју. На пример, трик са три чаше и куглицама изводио се бар од 3. године п. н. е, а изводи се и данас на сцени и у уличним магијским представама. Током многих векова записи повезују мађионичаре са ђаволом и окултним. Током 19. и 20. века, многи сценски мађионичари су чак користили ово гледиште у својим рекламама. Исти ниво домишљатости који је коришћен за стварање познатих древних обмана као што је Тројански коњ такође би се користио за забаву, или барем за варање у играма с новцем. Такође су их користили практичари различитих религија и култова од античких времена па надаље да би необразоване људе застрашили у послушност или их претворили у присталице. Међутим, професија илузионисте је ојачана тек у 18. веку, и од тада ужива неколико популарних форми.

### Магични трикови
Мишљења се међу мађионичарима разликују о начину категоризовања датог ефекта, али развијен је низ категорија. Мађионичари могу извући зеца из празног шешира, учинити да нешто нестане или претворити црвену свилену марамицу у зелену свилену марамицу. Мађионичари такође могу нешто да униште, попут одсецања главе, а затим да то „обнове“, учиниће да се нешто премешта са једног места на друго или могу побећи из уређаја за задржавање. Друге илузије укључују чињеницу да се чини да нешто пркоси гравитацији, да чврсти објекат пролази кроз други предмет или да се предвиђа избор гледаоца. Многе магичне рутине користе комбинације ефеката.
Једна од најранијих књига на ту тему је Ганционијево дело из 1489. године, Природна и неприродна магија, које описује и објашњава старе трикове. Године 1584. Енглез Региналд Скот објавио је Откриће вештичарења, чији је део био посвећен разоткривању тврдњи да су мађионичари користили натприродне методе, и показивању како су у стварности остварени њихови „магични трикови“. Међу триковима о којима се расправљало биле су манипулације конопцем, папиром и новчићима. У то време су страх и вера у вештичарење били широко распрострањени и књига је покушала да покаже да су ти страхови били неоправдани. Уврежено веровање држало је да су све доступне копије спаљене након ступања на престо Џејмса I 1603.
Током 17. века објављено је много сличних књига у којима су детаљно описане методе бројних магичних трикова, укључујући Уметност призивања (1614) и Анатомија опсенарства: Уметност жонглирања (око 1675).
До 18. века магичне представе биле су уобичајени извор забаве на вашарима, где су путујући извођачи забављали јавност магичним триковима, као и традиционалнијим демонстрацијама гутања мачева, жонглирања и издисања ватре. Почетком 18. века, како је веровање у вештичарење опадало, уметност је постајала све угледнија и представе су извођене за богате приватне покровитеље. Значајна личност у овој транзицији био је енглески шоумен Исак Фокс, који је почео да промовише свој чин рекламама током 1720-их - чак је тврдио да је наступао за краља Џорџа II. Један од Фоксових огласа детаљно је описао његову рутину:
Он узме празну врећу, одложи је на сто и преокрене неколико пута, затим од ње захтева 100 јаја и неколико пљусака правог злата и сребра, потом врећа почиње да бубри, неколико врста дивље перади истрчи из ње на сто. Он баци пакет карата, и учини да постану живе птице које лете по соби. Он узрокује да се на столу појаве живе звери, птице и друга створења. Он дувањем уклони и постави ознаке са картама, и мења их у било које слике.